# Oryctes nasicornis grypus

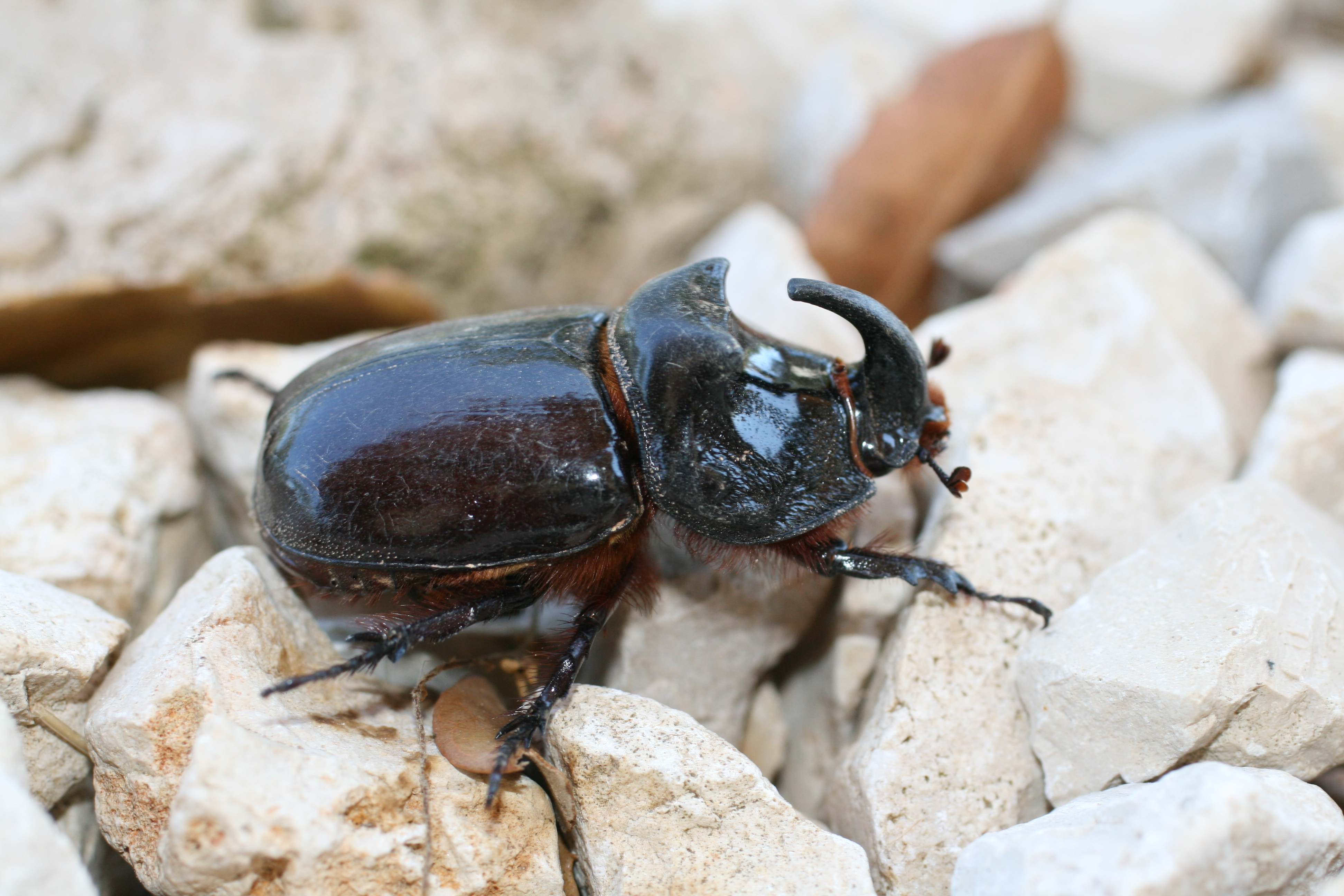
Indivíduo de Oryctes nacornis, popularmente conhecido como EscaravelhoEscaracelho-Rinoceronte-Europeu

Oryctes nasicornis grypus é uma subespécie de insetos coleópteros polífagos pertencente à família Dynastidae.
A autoridade científica da subespécie é Illiger, tendo sido descrita no ano de 1803.
Trata-se de uma subespécie presente no território português.